# Trenbolon
Trenbolon je androgenní a anabolický steroid (AAS) nandrolonové skupiny.      Ester trenbolonu jako proléčivo a trenbolonacetát (komerční názvy Finajet, Finaplix) a trenbolon hexahydrobenzylkarbonát (Parabolan, Hexabolan) byly uvedeny na trh pro veterinární a klinické použití.       Trenbolonacetát se používá ve veterinární medicíně u hospodářských zvířat ke zvýšení růstu svalů a chuti k jídlu. Zatímco trenbolon hexahydrobenzylkarbonát byl dříve klinicky používán u lidí, ale nyní je stažen z trhu.     Trenbolon enanthát se prodává na černém trhu pod přezdívkou Trenabol . 

## Použití

### Veterinární
Trenbolon ve formě trenbolon acetátu zlepšuje svalovou hmotu, účinnost krmení a absorpci minerálů u skotu. 

## Farmakologie

### Farmakodynamika
Trenbolon má anabolické a androgenní účinky.  Jakmile je metabolizovány. estery trenbolonů vedou ke zvýšení absorpce amonného iontu svaly, což vede ke zvýšení rychlosti syntézy bílkovin . Mohou mít také vedlejší účinky - stimulují chuť k jídlu a snižují rychlost katabolismu, jak je tomu u všech anabolických steroidů; nicméně katabolismus se významně zvýší, jakmile se steroid vysadí. Studie na krysách ukázala, že trenbolon způsobuje genovou expresi androgenního receptoru (AR), který je stejně účinný jako dihydrotestosteron (DHT). Trenbolon může způsobit zvýšení mužských sekundárních pohlavních znaků bez nutnosti přeměny na silnější androgen v těle. 
Studie metabolismu jsou nejednoznačné, některé studie ukazují, že jsou metabolizovány aromatázou nebo 5a-reduktázou na estrogenní sloučeniny nebo na 5a-redukované androgenní sloučeniny.  
Trenbolon má pětkrát vyšší účinnost než testosteron.    Trenbolon se také váže s vysokou afinitou k progesteronovému receptoru.     Trenbolon se váže také na glukokortikoidní receptor. 

### Farmakokinetika
Pro prodloužení poločasu rozouštění je trenbolon podáván jako proléčivo ve formě esterového konjugátu například trenbolonacetát. trenbolon enantát nebo trenbolon-hexahydrobenzylkarbonát.     Plazmatické lipázy pak štěpí esterovou skupinu v krevním oběhu a zanechávají volný trenbolon. Trenbolon a 17-epitrenbolon se vylučují v moči jako konjugáty, které mohou být hydrolyzovány beta-glukuronidázou.  To znamená, že trenbolon opouští tělo jako beta- glukuronidy nebo sulfáty.

## Chemie
Trenbolon, známý také jako 19-nor- 9,11 -testosteron nebo jako estra-4,9,11-trien-17p-ol-3-on, je syntetický estranový steroid a derivát nandrolonu (19-nortestosteronu).    Jedná se konkrétně o nandrolon s dvěma dalšími dvojnými vazbami v jádře steroidů.    Trenbolonové estery, které mají ester v poloze C17beta, zahrnují trenbolonacetát, trenbolon enanthát, trenbolonhexahydrobenzylkarbonát a undekanoát trenbolonu .   

## Historie
Trenbolon byl poprvé syntetizován v roce 1963. 

## Společnost a kultura

### Generické názvy
Trenbolon je obecný název léku.    Užívá se i názvu trienolon nebo trienbolon.    

### Právní status
Někteří kulturisté a sportovci používají estery trenbolonu pro svoji tvorbu svalů a další výkony zvyšující účinky.  Toto použití je nezákonné ve Spojených státech a v mnoha dalších zemích, v Evropě a v Asii. DEA klasifikuje trenbolon a jeho estery jako regulované látky podle přílohy III podle zákona o kontrolovaných látkách.  Trenbolon je klasifikován jako droga v Kanadě  a lék třídy C bez trestů v případě osobního užití nebo držení ve Spojeném království.  Použití nebo držení steroidů bez předpisu je zločinem v Austrálii. 

### Doping ve sportu
Ve sportu jsou známy případy dopingu s estery trenbolonu sportovci.